# Breakdance the Movie
Breakdance the Movie, amerikansk film från 1984. Jean-Claude Van Damme gör en statistroll.

## Handling
Kelly träffar Ozone och Turbo, två breakdanceproffs. Kelly får lektioner av dem och de tränar in ett program, hennes agent gillar det och anmäler dem till en danstävling.

## Om filmen
Filmen är inspelad i Los Angeles. Den hade världspremiär i USA den 4 maj 1984 och svensk premiär den 8 juni samma år.

## Rollista (urval)
- Lucinda Dickey - Kelly
- Adolfo Quinones - Ozone
- Michael Chambers - Turbo
- Ben Lokey - Franco
- Christopher McDonald - James
- Phineas Newborn III - Adam
- Ice-T - rappare
- Jean-Claude Van Damme - statist

## Musik i filmen
- Breakin'... There's No Stopping Us, framförd av Ollie & Jerry
- Freakshow On The Dance Floor, framförd av The Bar-Kays
- Body Work, framförd av Hot Streak
- 99 1/2, framförd av Carol Lynn Townes
- Showdown, framförd av by Ollie & Jerry
- Heart Of The Beat, framförd av 3 V
- Street People, framförd av Firefox
- Cut It, framförd av Reflex
- Ain't Nobody, framförd av Rufus och Chaka Khan
- Reckless, framförd av Ice-T och Chris Taylor
- Beat Box, framförd av The Art of Noise
- Boogie Down, framförd av Al Jarreau
- Tour de France, framförd av Kraftwerk